# 新迪维萨
新迪维萨是巴西米纳斯吉拉斯州的一个市镇。总面积216.697平方公里，总人口5619人，人口密度25.9人/平方公里。